# Toyota Camry
Toyota Camry je automobil vyšší střední třídy, který od roku 1982 vyrábí automobilka Toyota. Původně šlo o kompaktní vůz s úzkým karosářským provedením (tzv. narrow‑body), od 90. let se ale postupně rozšířil do vyšší střední třídy s širší karosérií (wide‑body). Od této doby jej Toyota označuje jako svůj druhý „světový vůz“ po modelu Corolla. V řadě světových trhů, včetně Evropy, se Camry nachází nad Corollou a pod většími modely jako Avalon nebo Crown, které se však v České republice neprodávají. V Evropě se po 14leté pauze začala prodávat v roce 2019 verze XV70, kterou v roce 2023 nahradila verze XV80. V Japonsku se model přestal vyrábět v roce 2023 a nyní se již pouze exportuje.

## První generace XV10 (1991-1996)
První generace se širokou karoserií (wide-body). Navržena primárně pro severoamerický trh, ale prodávala se i v Evropě a Asii. K dispozici byly verze sedan, kombi a kupé (Camry Coupé v USA). Nově přibyla výbava s V6 motorem.
Zajímavost: V USA šlo o jeden z nejprodávanějších sedanů své doby.

## Druhá generace XV20 (1996–2001)
Druhá generace široké karoserie. Vylepšená aerodynamika a bezpečnost, větší důraz na pohodlí. Byla dostupná i s pohonem všech kol (v Japonsku). Do nabídky přibyl model Camry Solara – dvoudveřové kupé a kabriolet pro severoamerický trh.

## Třetí generace XV30 (2001–2006)
Zcela nová platforma, větší vnitřní prostor, modernější design. Zaměřeno na severoamerické a asijské trhy, evropská nabídka již byla omezena. Sedan byl nadále hlavní karosářskou verzí, kombi již vypadlo z nabídky.

## Čtvrtá generace XV40 (2006–2011)
S výraznějším designem a důrazem na komfort. Poprvé nabídnut i hybridní pohon (Hybrid Synergy Drive). Oblíbený zejména v USA, kde se vyráběl. Kabriolet Solara byl ukončen v této generaci.

## Pátá generace XV50 (2011–2019)
Faceliftovaný vzhled, odlehčená konstrukce, novější technologie a lepší spotřeba. Hybridní verze byla více rozšířena. Ve východní Asii existovaly varianty s odlišným designem pro tamní trhy (např. Aurion v Austrálii).

## Šestá generace XV70 (2017–2024)
Postaven na nové platformě TNGA (Toyota New Global Architecture). Výrazně modernější vzhled, lepší jízdní vlastnosti a bezpečnostní technologie. K dispozici s benzinovým motorem, hybridem a ve vybraných zemích i s pohonem všech kol.

## Sedmá generace XV80 (od 2023)
Nejnovější generace uvedená v roce 2023, uvedena na trh v roce 2024. Zásadní změnou je plně hybridní pohon jako jediná dostupná varianta. Design je modernizován, interiér obsahuje nový infotainment a větší důraz na digitalizaci.

## NASCAR Cup Series

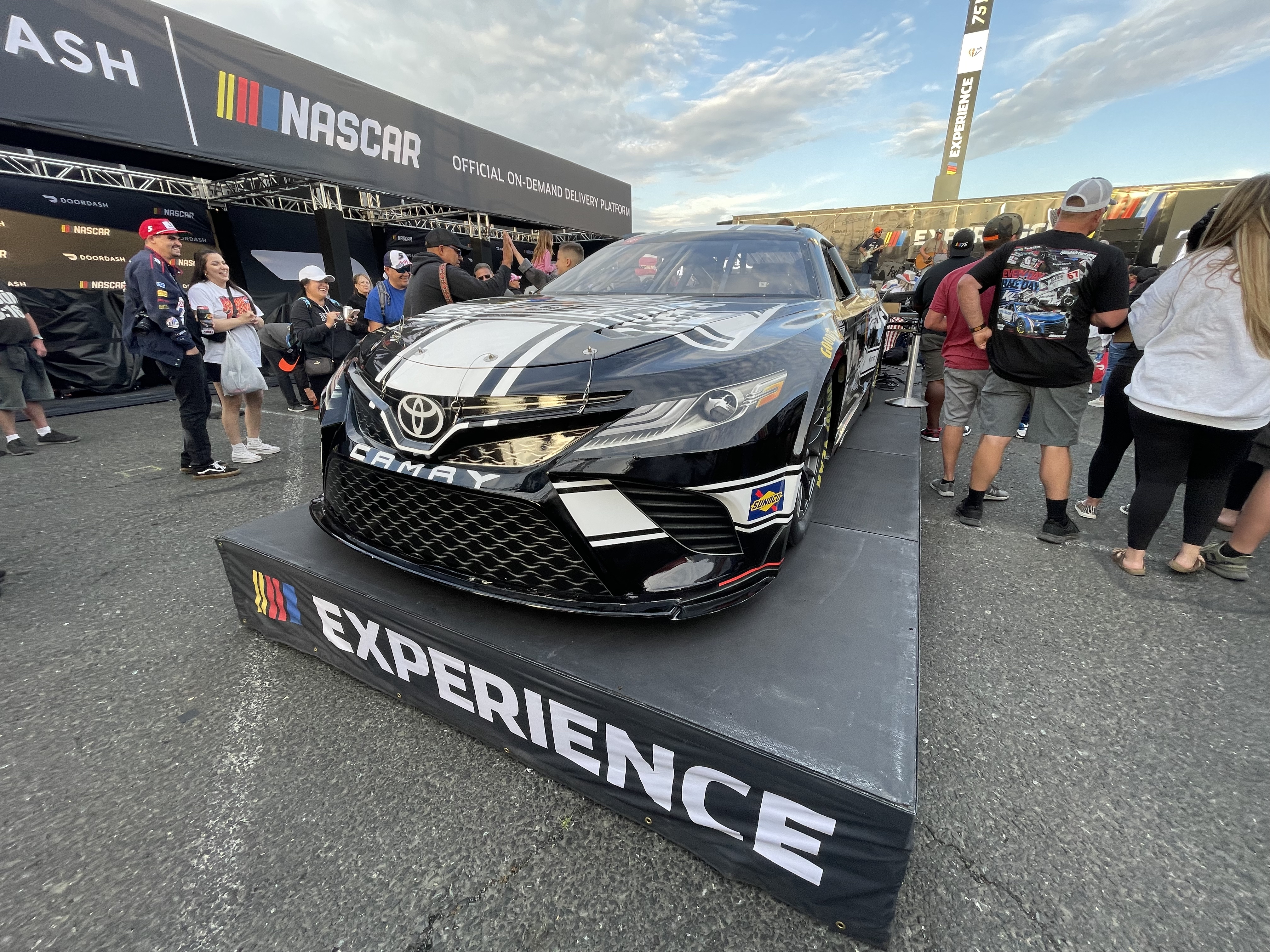
Toyota Camry v NASCAR Cup Series

Toyota Camry je významně zastoupena v americkém závodním seriálu NASCAR Cup Series, kde slouží jako základ pro závodní speciály Toyota Camry od roku 2007. Automobilka Toyota vstoupila do této prestižní série s cílem posílit svůj sportovní image na americkém trhu. Camry v NASCAR je sice vizuálně podobná sériové verzi, ale technicky se jedná o zcela přepracovaný závodní vůz s rámovou konstrukcí, osmiválcem a pohonem zadních kol. Značka dosáhla řady úspěchů, včetně titulů konstruktérů a vítězství v jednotlivých závodech.